# Gairebé perfecte
 Gairebé perfecte (títol original: The Next Best Thing) és una comèdia dramàtica estatunidenca dirigida per John Schlesinger, estrenada el 2000. Ha estat doblada al català.

## Argument
Abbie i Robert són els millors amics del món. Tenen en comú un plantejament  prou lleuger de la vida, relatius recursos i una vida sentimental desastrosa. Formarien una parella ideal, només si Robert no fos homosexual. Cadascun porta doncs la seva barca pel seu costat, sostingut per la complicitat tendra de l'altre. Un vespre no obstant això, després haver ofegat en l'alcohol la pena de la pèrdua d'un amic, se'n van al llit. Un temps més tard, Abbie s'adona que està embarassada. Aquesta notícia inesperada trastoca els seus plans i la seva existència.

## Repartiment
- Madonna: Abbie Reynolds
- Rupert Everett: Robert Whittaker
- Benjamin Bratt: Ben Cooper
- Illeana Douglas: Elizabeth Ryder
- Michael Vartan: Kevin Lasater
- Josef Sommer: Richard Whittaker
- Malcolm Stumpf: Sam
- Lynn Redgrave: Helen Whittaker
- Neil Patrick Harris: David
- Mark Valley: El cardiòleg
- Suzanne Krull: Annabel
- Stacy Edwards: Finn
- John Carroll Lynch: L'advocat d'Abbie
- Fran Bennett: El jutge Tracey Bennett
- Ricki Lopez: Angel

## Premis i nominacions

### Premis
- 21e cerimònia dels Premis Razzie (2001): Premi a la pitjor actriu per a Madonna

### Nominacions
- 21e cerimònia dels Premis Razzie (2001):
  - Pitjor pel·lícula
  - Pitjor parella protagonista per a Madonna i tant Rupert Everett, com Benjamin Bratt
  - Pitjor realitzador per a John Schlesinger
  - Pitjor guió
- 5a  cerimònia dels premis YoungStar (2001): YoungStar a la millor actuació d'un jove actor en un film de comèdia per a Malcolm Strumpf
- 12a  cerimònia dels premis GLAAD Media (2001): GLAAD Media al millor film (sortida a gran escala)
- 30e cerimònia dels Premis Razzie (2010): Pitjor actriu del decenni per a Madonna (igualment per a A la deriva i Mor un altre dia)

## Al voltant de la pel·lícula
- Al principi el film havia de titular-se The Red Curtain
- Al script original, Abbie era instructora de natació però després de haver-lo llegit, Madonna va decidir que havia de ser professora de Ioga.[3]
- La casa que ocupa Rupert Everett és en realitat la casa de Cecil B. DeMille
- El labrador negre que apareix al film és el propi gos de Rupert Everett[3]
- Els crèdits del film, American Pie, són una recuperació de Don McLean.